# Brachionidium machupicchuense
Brachionidium machupicchuense är en orkidéart som beskrevs av N.Salinas och Eric Alston Christenson. Brachionidium machupicchuense ingår i släktet Brachionidium och familjen orkidéer. Inga underarter finns listade i Catalogue of Life.